# Terceira Guerra Anglo-Birmanesa
A Terceira Guerra Anglo-Birmanesa foi um conflito ocorrido entre os birmaneses e os britânicos e que decorreu de 7 a 29 de novembro de 1885, com uma resistência esporádica e insurgência que continuou até 1887. Foi a ultima das três guerras travadas no século XIX entre birmaneses e britânicos. A guerra causou a perda da soberania da Birmânia como reino independente, sob a Dinastia Konbaung, cujo governo só governava o território conhecido como Alta Birmânia; a região da Baixa Birmânia tinha sido anexada pelos britânicos em 1853, como resultado da Segunda Guerra Anglo-Birmanesa.

## Antecedentes
Depois da guerra em 1886, tornou-se uma província da Índia britânica sob o domínio do Raj britânico. A partir de 1937, foi governada sob o nome de Birmânia Britânica e onze anos mais tarde, em 1948, a Birmânia conseguiu a independência tornando-se uma república.
Após uma crise de sucessão na Birmânia em 1879, o residente britânico na Birmânia foi retirado, terminando as relações diplomáticas oficiais entre os países. Os britânicos consideraram uma nova guerra, mas outros conflitos em curso na África e no Afeganistão levaram a rejeitar uma guerra naquele momento.
Durante a década de 1880, os britânicos ficaram preocupados com os contatos entre a Birmânia e a França. As guerras na [[Indochina] tinha trazido o colonialismo francês para as fronteiras da Birmânia. Em maio de 1883, uma delegação de alto nível birmanesa partiu para a Europa. Oficialmente era para reunir conhecimento industrial, mas logo que chegou dirigiu-se para Paris, onde começou  negociações com o Ministro dos Negócios Estrangeiros francês Jules Ferry. Ferry acabou admitindo ao embaixador britânico que os birmaneses estavam tentando negociar uma aliança política, juntamente com uma compra de equipamento militar. Os britânicos estavam perturbados pela ação birmanesa e as relações pioraram entre os dois países.
Durante as discussões entre os franceses e os birmaneses, em Paris, uma disputa de fronteira na fronteira da Índia e da Birmânia estourou. Em 1881, as autoridades britânicas na Índia, unilateralmente, nomearam uma comissão para demarcar a fronteira entre os dois países. No decorrer do seu trabalho, a comissão começou a exigir das autoridades birmanesas a retirar-se das aldeias determinadas pelos britânicos de estarem do seu lado da linha de fronteira. Os birmaneses se opuseram de forma contínua, mas eventualmente desistiram.

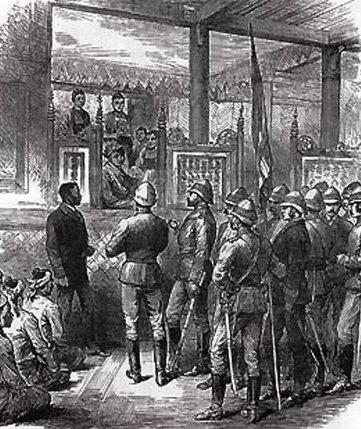
A reunião do General Prendergast com Theebaw na qual Moylan estava presente.

Em 1885, o cônsul francês M. Hass mudou-se para Mandalay. Ele negociou o estabelecimento de um banco francês na Birmânia, uma concessão para uma ferrovia de Mandalay até fronteira norte com a Birmânia britânica e uma participação na execução de monopólios controlados pelo governo birmanês. Os britânicos reagiram com força diplomática e convenceram o governo francês a demitir Haas, que foi removido, alegadamente "por razões de saúde". Apesar deste recuou na Birmânia, as ações francesas, bem como muitos outros eventos, convenceram os britânicos de tomarem medidas contra a Birmânia.
Uma multa foi imposta à companhia inglesa Bombay Burmah Trading Corporation por reportar extrações menores de tectona em Toungoo e de não pagar seus funcionários. A empresa foi multada por um tribunal birmanês, e parte do estoque de sua madeira foi apreendida pelos agentes da Birmânia. A empresa e o governo britânico afirmaram que as acusações eram falsas e os tribunais birmaneses eram corruptos. Os britânicos exigiram que o governo birmanês aceitasse um árbitro britânico para resolver a disputa. Quando os birmaneses recusaram, o britânico emitiu um ultimato em 22 de Outubro de 1885. O ultimato exigiu que o governo birmanês aceitasse um novo residente britânico em Mandalay, que qualquer ação legal ou multas contra a Companhia fosse suspensa até a chegada do residente, que a Birmânia submetesse ao controle britânico as suas relações externas e que a Birmânia deviria fornecer aos britânicos instalações comerciais para o desenvolvimento do comércio entre norte da Birmânia e a China.
A aceitação do ultimato teria terminado com qualquer independência birmanesa e reduziria o país a algo semelhante aos "principados"  fantoches nominalmente autônomos da Índia britânica. Em 9 de novembro, após uma recusa dos termos ter sido recebida em Rangoon, a ocupação de Mandalay e o destronamento do rei birmanês Thibaw Min foram decididos. Também pode-se supor que a anexação do reino birmanês havia sido decidida.

## A guerra

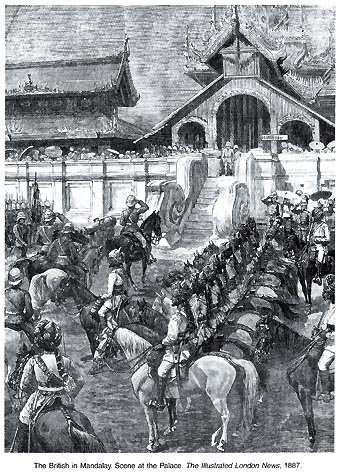
Cavalarianos Britânicos defronte ao palácio em Mandalay

Neste momento, além do fato de que o país era uma selva densa e, portanto, mais desfavorável para as operações militares, os britânicos sabiam pouco sobre o interior da Alta Birmânia, mas barcos britânicos tinham há anos navegados no rio Irrawaddy, a partir de Rangoon para Mandalay, e era óbvio que o método mais rápido e satisfatório de realização da campanha britânica seria subir pelo rio direto na capital. Além disso, um grande número de navios a vapor luz e barcaças, pertencente à Irrawaddy Flotilla Company, estavam disponíveis em Rangoon, e o conhecimento local dos diretores da empresa, da difícil navegação fluvial, foi colocado à disposição das forças britânicas.
O Major-General Sir, Harry Norte Dalrymple Prendergast foi colocado no comando da invasão. Como era de se esperar em uma empresa dessa importância, a Marinha, assim como o exército foram requisitados. O total efetivo disponível era de 3 029 tropas britânicas, 6 005 soldados indianos, 67 armas de fogo, e  24 metralhadoras. A frota de rio, que transportaria as tropas era composta de mais de 55 navios e barcaças.
Thayetmyo era o posto britânico nas margens do rio mais próximo para a fronteira, e ali, em 14 de novembro, cinco dias depois de ter recebido as ordens, praticamente toda a expedição estava pronta. No mesmo dia, o General Prendergast recebeu instruções para começar as operações. O rei da Birmânia e seu país foram tomados de surpresa pela rapidez do avanço. Não houve tempo para coletarem e organizarem qualquer resistência.
Em 26 de novembro, quando a flotilha estava se aproximando da capital Ava, os enviados do rei Thibaw fizeram ofertas de rendição, e no dia 27, quando os navios estavam fora dessa cidade e prontos para começar as hostilidades, a ordem do rei para suas tropas de depor as armas foi dada. Havia três fortalezas, com milhares de birmaneses armados, e apesar de um grande número desses depuseram as armas por ordem do rei, muitos outros foram autorizados a se dispersar com suas armas, e estes, mais tarde, dividiram-se em bandos e a guerra de guerrilha prolongou-se por anos.
Enquanto isso, no entanto, a rendição do rei da Birmânia foi completa, e em 28 de novembro, em menos de uma quinzena a partir da declaração de guerra, Mandalay tinha caído, e o Rei Thibaw feito prisioneiro. Os britânicos organizaram o saque do palácio e da cidade de Mandalay. De Mandalay, o General Prendergast chegou em Bhamo em 28 de dezembro. Este foi um movimento muito importante, pois evitou que os chineses, que tinham suas próprias reivindicações e disputas de fronteira com a Birmânia se aproveitassem da situação. Embora o rei foi destronado e exilado com a família real para a Índia, e a capital e todo o rio estarem nas mãos dos britânicos, bandos de insurgentes aproveitaram a situação para continuar uma resistência armada que se revelou muito difícil de derrotar.

## Anexação e resistência
A Birmânia foi anexada pelos britânicos em 1 de janeiro de 1886. Mas a anexação foi o início de uma insurreição que duraria até 1896.
Os britânicos também estenderam seu controle para as áreas tribais de Kachin e Chin no nordeste. Esses territórios, apenas nominalmente governados pelo reino birmanês, foram tomadas pelos britânicos. Também foram tomados territórios disputados no norte da Birmânia reivindicados pelo governo chinês.

## Ligações Externas
- Third Anglo-Burmese War British regiments
- The Somerset Light Infantry in the Third Burmese War
- The 2nd Battalion Queen's (Royal West Surrey) Regiment
- Burma: The Third War Stephen Luscombe (photos)
- Group of Gen. Prendergast[ligação inativa] foto do do Palacio de Mandalay